# Gell-Mann-Matrizen
Die Gell-Mann-Matrizen, benannt nach Murray Gell-Mann, sind eine mögliche Darstellung der infinitesimalen Generatoren der speziellen unitären Gruppe SU(3).
Diese Gruppe hat acht hermitesche Generatoren, die man als {\displaystyle T_{j}} mit {\displaystyle j=1,\dotsc ,8} schreiben kann. Sie erfüllen die Kommutatorrelation (siehe: Lie-Algebra)
{\displaystyle \left[T_{a},T_{b}\right]={\mathrm {i} }\,f^{abc}\,T_{c}}
(wobei die Einsteinsche Summenkonvention verwendet wurde).
Die {\displaystyle f^{abc}} werden als  Strukturkonstanten bezeichnet und sind komplett-antisymmetrisch bezüglich Vertauschung der Indizes. Für die SU(3) haben sie die Werte:
{\displaystyle f^{123}=1,~f^{147}=f^{246}=f^{257}=f^{345}={\frac {1}{2}},~f^{156}=f^{367}=-{\frac {1}{2}},~f^{458}=f^{678}={\frac {\sqrt {3}}{2}}}
Jeden Satz von Matrizen, die die Kommutatorrelation erfüllen, kann man als Generatoren der Gruppe verwenden.
Die Gell-Mann-Matrizen sind ein Standardsatz solcher Matrizen. Mit den obigen Generatoren sind sie (analog zu den Pauli-Matrizen) verknüpft durch:
{\displaystyle T_{a}={\frac {1}{2}}\lambda _{a}}
Sie sind als 3×3-Matrizen gewählt und haben die Form:
| {\displaystyle \lambda _{1}={\begin{pmatrix}0&1&0\\1&0&0\\0&0&0\end{pmatrix}}} | {\displaystyle \lambda _{2}={\begin{pmatrix}0&-\mathrm {i} &0\\\mathrm {i} &0&0\\0&0&0\end{pmatrix}}} | {\displaystyle \lambda _{3}={\begin{pmatrix}1&0&0\\0&-1&0\\0&0&0\end{pmatrix}}}                        |
| {\displaystyle \lambda _{4}={\begin{pmatrix}0&0&1\\0&0&0\\1&0&0\end{pmatrix}}} | {\displaystyle \lambda _{5}={\begin{pmatrix}0&0&-\mathrm {i} \\0&0&0\\\mathrm {i} &0&0\end{pmatrix}}} | |
| {\displaystyle \lambda _{6}={\begin{pmatrix}0&0&0\\0&0&1\\0&1&0\end{pmatrix}}} | {\displaystyle \lambda _{7}={\begin{pmatrix}0&0&0\\0&0&-\mathrm {i} \\0&\mathrm {i} &0\end{pmatrix}}} | {\displaystyle \lambda _{8}={\frac {1}{\sqrt {3}}}{\begin{pmatrix}1&0&0\\0&1&0\\0&0&-2\end{pmatrix}}.} |

Die ersten drei {\displaystyle \lambda _{1},\lambda _{2},\lambda _{3}} erkennt man praktisch als die drei Pauli-Matrizen wieder, die eine SU(2) Untergruppe erzeugen.
Die {\displaystyle \lambda }-Matrizen haben folgende Eigenschaften:
- Sie sind hermitesch, haben also nur reelle Eigenwerte.
- Sie sind spurlos, das heißt {\displaystyle \operatorname {tr} (\lambda _{i})=0}.
- Sie sind orthogonal bezüglich des Frobenius-Skalarprodukts, das heißt  {\displaystyle \operatorname {tr} (\lambda _{i}\lambda _{j})=2\delta _{ij}}.

Anwendung finden sie z. B. bei Berechnungen in der Quantenchromodynamik, die durch eine SU(3)-Theorie beschrieben wird. Daraus kann man auch die Wahl als 3×3-Matrizen verstehen, da die Matrizen auf Farbladungstriplets wirken sollen.